# Archetype
Archetype – piąty album studyjny amerykańskiej grupy muzycznej Fear Factory. Wydawnictwo ukazało się 19 kwietnia 2004 roku nakładem wytwórni muzycznej Liquid 8 Records. Album ukazał się również w limitowanej wersji z dołączoną płytą DVD. Płyta zadebiutowała na 30. miejscu listy Billboard 200 w Stanach Zjednoczonych.
Nagrania zostały zarejestrowane w studiu Rumbo Recorders w Lanoga Park w Kalifornii pomiędzy październikiem a listopadem 2003 roku. Miksowanie odbyło się w The Green Jacket w Richmond w Kolumbii Brytyjskiej w grudniu 2003 roku. Natomiast mastering wykonano w studiu Masterdisk w Nowym Jorku w styczniu 2004 roku.
Album był promowany trzema teledyskami: "Cyberwaste" w reżyserii Dalea Resteghiniego, "Archetype" w reżyserii Cesario "Blocka" Montano oraz "Bite the Hand That Bleeds" w reżyserii Erica Chasea. Ponadto kompozycja "Bite the Hand That Bleeds" została wykorzystana w ścieżce dźwiękowej filmu Piła w reżyserii Jamesa Wana.
Nagrania spotkały się z niejednoznacznym przyjęciem ze strony krytyków muzycznych. Redaktor serwisu Allmusic - Johnny Loftus przyznał płycie trzy punkty i określił ją jako dobry i porywający powrót Fear Factory po odejściu gitarzysty Dino Cazaresa. Z kolei Łukasz Maciuba na łamach serwisu Nuta.pl napisał: "Nowy album to niejako wypadkowa "Demanufacture" i "Digimortal" - ulepszona i zbrutalizowana wersja Fear Factory, gdzie obok twardych, mechanicznych aranżacji pozostawiono wiele miejsca i przestrzeni dla melodyki i wokalnych umiejętności Burtona C. Bella. Tak jest w mantrycznym "Act Of God", czy w niezwykle nośnym tytułowym "Archetype"".

## Lista utworów
Opracowano na podstawie materiału źródłowego.
| Edycja podstawowa 1. "Slave Labor" (sł. Bell, muz. Herrera, Wolbers) – 3:53 2. "Cyberwaste" (sł. Bell, muz. Herrera, Wolbers) – 3:18 3. "Act of God" (sł. Bell, muz. Herrera, Wolbers) – 5:08 4. "Drones" (sł. Bell, muz. Herrera, Wolbers) – 5:02 5. "Archetype" (sł. Bell, muz. Herrera, Wolbers) – 4:36 6. "Corporate Cloning" (sł. Bell, muz. Herrera, Wolbers) – 4:24 7. "Bite the Hand That Bleeds" (sł. Bell, muz. Herrera, Wolbers) – 4:09 8. "Undercurrent" (sł. Bell, muz. Herrera, Wolbers) – 4:05 9. "Default Judgement" (sł. Bell, muz. Herrera, Wolbers) – 5:24 10. "Bonescraper" (sł. Bell, muz. Herrera, Wolbers) – 4:12 11. "Human Shields" (sł. Bell, muz. Herrera, Wolbers) – 5:16 12. "Ascension" (sł. Bell, muz. Herrera, Wolbers, Fulber) – 7:05 |  | Bonus track 1. "School" (Nirvana cover) – 2:38 Japan bonus track 1. "Archetype (Remix)" Limited Edition bonus DVD 1. "Australian Tour 2004" (multimedia) - 56:27 2. "Cyberwaste" (music video) - 3:35 |

## Twórcy
Opracowano na podstawie materiału źródłowego.
| - Burton C. Bell - logo, śpiew - Christian Olde Wolbers - gitara, gitara basowa - Raymond Herrera - perkusja - Byron Stroud - gitara basowa - Ralph Schrader - oprawa graficzna - Ken Marshall - inżynieria dźwięku - Jeremy Blair - inżynieria dźwięku |  | - Mike Catain - producent wykonawczy - Rhys Fulber - keyboard, programowanie (utwory 1, 6, 7, 12) - Steve Tushar - keyboard, programowanie (utwory 3, 4, 5, 8, 9, 11) - Howie Weinberg - mastering - Greg Reely - miksowanie - Torsten Gebhardt - oprawa graficzna - Omer "Impson" R. Cordell - zdjęcia |

## Wydania
| Rok  | Nr katalogowy | Format | Wytwórnia płytowa                    | Region                       |
| ---- | ------------- | ------ | ------------------------------------ | ---------------------------- |
| 2004 | LIQ 12189     | CD     | Liquid 8 Records                     | Stany Zjednoczone            |
| 2004 | RR 8311-5     | CD+DVD | Roadrunner Records, Liquid 8 Records | Stany Zjednoczone            |
| 2004 | RR 8311-2     | CD     | Roadrunner Records                   | Stany Zjednoczone, Australia |

## Listy sprzedaży
| Lista                        | Kraj              | Pozycja |
| ---------------------------- | ----------------- | ------- |
| Billboard 200                | Stany Zjednoczone | 30      |
| Billboard Independent Albums | Stany Zjednoczone | 2       |
| ARIA Charts                  | Australia         | 18      |
| Ö3 Austria Top 40            | Austria           | 25      |
| Suomen virallinen lista      | Finlandia         | 30      |
| UK Albums Chart              | Wielka Brytania   | 41      |
| Sverigetopplistan            | Szwecja           | 47      |
| UltraTop                     | Belgia            | 50      |
| SNEP                         | Francja           | 50      |
| Media Control Charts         | Niemcy            | 50      |
| MegaCharts                   | Holandia          | 52      |
| IRMA                         | Irlandia          | 62      |